# 瑪麗亞·路易莎·貢扎加
瑪麗亞·路易莎·貢扎加（義大利語：Maria Luisa di Gonzaga，1611年8月18日—1667年5月10日），波蘭王后，曼切華公爵卡洛一世·貢扎加的長女。
1645年，瑪麗亞·路易莎與波蘭國王瓦迪斯瓦夫四世結婚。三年後瓦迪斯瓦夫去世，其弟扬·卡齐米日繼位並於隔年娶瑪麗亞·路易莎為妻。在丈夫統治期間，波蘭遭到瑞典入侵，使波蘭-立陶宛開始衰落。瑪麗亞·路易莎於1667年去世，悲傷的扬·卡齐米日於隔年退位。